# Em Cima da Hora (Maués)
O Grêmio Recreativo Escola de Samba Em Cima da Hora é uma escola de samba do bairro da Maresia, na cidade de Maués (Amazonas), Estado do Amazonas.

## História
As origens da escola remontam a uma roda de samba de mesmo nome na década de 80, durante a Festa do Divino Espírito Santo.
Em 1988, a escola desfilou no Carnaval pela primeira vez no Carnaval, sendo sua fundação oficializada em maio, sob a denominação atual. Assim, foram adotados os símbolos, o relógio, o pandeiro, e as cores verde e branco.

## Carnavais
| Ano  | Colocação                                                 | Enredo                                                                               | Ref.        |
| ---- | --------------------------------------------------------- | ------------------------------------------------------------------------------------ | ----------- |
| 1989 | Campeã                                                    | O Novo Tempo                                                                         | [ 4 ]       |
| 1990 | Campeã                                                    | Vida Colorida                                                                        | [ 4 ]       |
| 1991 | Campeã                                                    | Preservação da Natureza                                                              | [ 4 ]       |
| 1992 | Campeã                                                    | Caprichosamente Preto                                                                | [ 4 ]       |
| 1992 | Campeã                                                    | Arte e Cultura Saterê                                                                | [ 4 ]       |
| 1994 | Campeã                                                    | Mãe Preta e a Magia dos Orixás                                                       | [ 4 ]       |
| 1995 | Vice-Campeã                                               | Saudades de Tom Jobim                                                                | [ 4 ]       |
| 1996 | Vice-Campeã                                               | O Canto Das Três Raças                                                               | [ 4 ]       |
| 1997 | Campeã                                                    | O Guaraná                                                                            | [ 4 ]       |
| 1998 | Vice-Campeã                                               | Lendas e Mitos                                                                       | [ 4 ]       |
| 1999 | Campeã                                                    | Maués, 165 anos de história                                                          | [ 4 ]       |
| 2000 | Não Houve Disputa                                         | Cantou Enredos Antigos                                                               |             |
| 2001 | Não Houve Desfile                                         | (Desfilou com a bateria) Na vidada do Novo Milênio                                   |             |
| 2002 | Vice-campeã                                               | Saudades de Mamãe Mimim e suas Histórias de Ninar                                    | [ 4 ]       |
| 2003 | Campeã                                                    | O Sonho de um Pescador                                                               | [ 4 ]       |
| 2004 | Vice-campeã                                               | A Guerra da Cabanagem                                                                | [ 4 ]       |
| 2005 | Vice-campeã                                               | Etnia Saterê-Mawê                                                                    | [ 4 ]       |
| 2006 | Vice-campeã                                               | Maués, Arte e Cultura Folclórica                                                     | [ 4 ]       |
| 2007 | Vice-campeã                                               | O Mundo Encantado da Criança                                                         | [ 4 ]       |
| 2008 | Campeã                                                    | 20 Anos de História: amor, suor e glória                                             | [ 4 ]       |
| 2009 | Vice-campeã                                               | Água, Fonte de Vida , Nossa Alegria é Preservar                                      | [ 4 ]       |
| 2010 | Vice-campeã                                               | Maués, minha Terra , minha Vida                                                      | [ 2 ] [ 4 ] |
| 2011 | Vice-Campeã                                               | Victor Nogueira e sua história de vida                                               |             |
| 2012 | Campeã                                                    | Qual o elixir da longa vida?                                                         | [ 2 ]       |
| 2013 | Vice-Campeã                                               | O canto das três raças                                                               |             |
| 2014 | Campeã                                                    | Os ciclos econômicos de Maués exaltando o guaraná, o ouro e os nipônicos decasséguis |             |
| 2015 | 3ºlugar                                                   | O dom que Deus me deu                                                                |             |
| 2016 | Campeã                                                    | No jogo da vida, a verde e branco dá as cartas na avenida                            |             |
| 2017 | Houve apenas apresentação da bateria, não teve competição | Houve apenas apresentação da bateria, não teve competição                            |             |
| 2018 | 3° lugar                                                  | Brasil de Folclore e tradição. "Danças, ritmos e emoção."                            | [ 5 ]       |
| 2019 | Não Houve Disputa                                         | Paz                                                                                  |             |
| 2020 | Campeã                                                    | Os 40 anos da Festa do Guaraná: "Festa de Um Povo, Os Olhos Que o Mundo Viu"         | [ 6 ]       |
| 2021 | Não Houve Desfile                                         | Pandemia da Covid-19                                                                 |             |
| 2022 | Não Houve Desfile                                         | Pandemia da Covid-19                                                                 |             |
| 2023 | Não Houve Disputa                                         | Reapresentou o enredo "O Novo Tempo" (1989)                                          |             |
| 2024 | Vice-Campeã                                               | A Soberana clama a preservação da Natureza                                           |             |
| 2025 | Campeã                                                    | Namastê: "O Deus que habita no meu coração, saúda o Deus que habita no seu coração"  | [ 7 ]       |